# Lega saudita professionistica 2014-2015
La Saudi Professional League 2014-2015 è stata la 40ª edizione del massimo livello del campionato saudita di calcio, nota come Abdul Latif Jameel League 2014-2015 per ragioni di sponsorizzazione. Il campionato è iniziato l'8 agosto 2014 ed è terminato il 18 maggio 2015.
L'Al-Nassr si è confermato campione, vincendo il titolo per il secondo anno consecutivo, la settima volta nella sua storia.
L'Al-Shoalah e l'Al-Orobah sono stati retrocessi in Saudi First Division.

## Stagione

### Novità
Al termine della Saudi Professional League 2013-2014 l'Al-Ettifaq e l'Al-Nahda, ultimi due classificati, sono stati retrocessi in Saudi First Division. Al suo posto sono stati promossi l'Hajer, vincitore della Saudi First Division 2013-2014 e l'Al-Khaleej, secondo classificato.

### Formula
Le 14 squadre si affrontano due volte in un girone di andata e ritorno per un totale di 26 partite.

La prima classificata vince il campionato ed è ammessa alla fase a gironi della AFC Champions League 2016.

La seconda classificata e la vincente della King Cup of Champions 2014-2015 accede alla fase a gironi della AFC Champions League 2016.

La terza classificata accede all'ultimo turno di qualificazione della AFC Champions League 2016.

Le ultime due classificate (13º e 14º posto) retrocedono in Saudi First Division 2015-2016.

## Squadre partecipanti
| Club       | Città    | Stadio                                        | Stagione precedente              |
| ---------- | -------- | --------------------------------------------- | -------------------------------- |
| Al-Ahli    | Jeddah   | King Abdullah Sports City                     | 3º posto                         |
| Al-Faisaly | Harmah   | Stadio Prince Salman Bin Abdulaziz Sport City | 7º posto                         |
| Al-Fateh   | Al-Hasa  | Stadio Prince Abdullah bin Jalawi             | 10º posto                        |
| Al-Hilal   | Riad     | King Fahd International Stadium               | 2º posto                         |
| Al-Ittihad | Jeddah   | King Abdullah Sports City                     | 6º posto                         |
| Al-Khaleej | Saihat   | Nayef bin Abdul Aziz Sports City Stadium      | 2º posto in Saudi First Division |
| Al-Nassr   | Riad     | King Fahd International Stadium               | Campione dell'Arabia Saudita     |
| Al-Orobah  | Skaka    | Al Orubah Club Stadium                        | 8º posto                         |
| Al-Raed    | Burayda  | King Abdullah Sport City Stadium              | 9º posto                         |
| Al-Shabab  | Riad     | King Fahd International Stadium               | 4º posto                         |
| Al-Shoalah | Al Kharj | Al-Shoalah Club Stadium                       | 12º posto                        |
| Al-Taawoun | Burayda  | King Abdullah Sport City Stadium              | 5º posto                         |
| Hajer      | Al-Hasa  | Stadio Prince Abdullah bin Jalawi             | 1º posto in Saudi First Division |
| Najran     | Najrān   | Al-Ukhdood Stadium                            | 11º posto                        |

## Classifica
|                           | Pos. | Squadra    | Pt | G  | V  | N | P  | GF | GS | DR  |
| ------------------------- | ---- | ---------- | -- | -- | -- | - | -- | -- | -- | --- |
| Arabia Saudita (bandiera) | 1.   | Al-Nassr   | 64 | 26 | 20 | 4 | 2  | 62 | 20 | +42 |
|                           | 2.   | Al-Ahli    | 60 | 26 | 17 | 9 | 0  | 59 | 22 | +37 |
|                           | 3.   | Al-Hilal   | 54 | 26 | 16 | 6 | 4  | 46 | 17 | +29 |
|                           | 4.   | Al-Ittihad | 52 | 26 | 16 | 4 | 6  | 44 | 33 | +11 |
|                           | 5.   | Al-Shabab  | 40 | 26 | 11 | 7 | 8  | 37 | 31 | +6  |
|                           | 6.   | Al-Fateh   | 33 | 26 | 9  | 6 | 11 | 35 | 43 | -8  |
|                           | 7.   | Al-Faisaly | 30 | 26 | 8  | 6 | 12 | 31 | 42 | -11 |
|                           | 8.   | Al-Khaleej | 29 | 26 | 7  | 8 | 11 | 35 | 43 | -8  |
|                           | 9.   | Al-Taawoun | 28 | 26 | 7  | 7 | 12 | 42 | 46 | -4  |
|                           | 10.  | Hajer      | 28 | 26 | 8  | 4 | 14 | 29 | 56 | -27 |
|                           | 11.  | Al-Ra'ed   | 26 | 26 | 7  | 5 | 14 | 33 | 45 | -12 |
|                           | 12.  | Najran     | 24 | 26 | 7  | 3 | 16 | 28 | 41 | -13 |
|                           | 13.  | Al-Shoalah | 21 | 26 | 5  | 6 | 15 | 26 | 48 | -22 |
|                           | 14.  | Al-Orobah  | 17 | 26 | 4  | 5 | 17 | 21 | 43 | -22 |

Legenda:

      Campione dell'Arabia Saudita e ammessa alla AFC Champions League 2016

      Ammesse alla AFC Champions League 2016

      Ammesso alle qualificazioni della AFC Champions League 2016

      Retrocesse in Saudi First Division 2015-2016
Tre punti a vittoria, uno a pareggio, zero a sconfitta.
La classifica viene stilata secondo i seguenti criteri:
- Punti conquistati
- Playoff (per titolo, partecipazione alle coppe e retrocessione)
- Punti conquistati negli scontri diretti
- Differenza reti negli scontri diretti
- Reti realizzate negli scontri diretti
- Differenza reti generale
- Reti totali realizzate

### Verdetti
- Al-Nassr campione dell'Arabia Saudita e ammesso alla fase a gironi della AFC Champions League 2016.
- Al-Ahli ammessi alla fase a gironi della AFC Champions League 2016.
- Al-Hilal ammesso alle qualificazioni della AFC Champions League 2016.
- Al-Shoalah e Al-Orobah retrocessi in Saudi First Division 2015-2016.

## Risultati
|            | Ahl  | Fai  | Fat  | Hil  | Itt  | Kha  | Nas  | Oro  | Rae  | Sha  | Sho  | Taa  | Haj  | Naj  |
| ---------- | ---- | ---- | ---- | ---- | ---- | ---- | ---- | ---- | ---- | ---- | ---- | ---- | ---- | ---- |
| Al-Ahli    | –––– | 1-1  | 5-0  | 1-1  | 1-1  | 2-1  | 2-1  | 2-0  | 1-0  | 0-0  | 3-0  | 2-2  | 6-1  | 2-1  |
| Al-Faisaly | 1-4  | –––– | 4-2  | 2-2  | 0-3  | 1-2  | 1-5  | 2-0  | 1-0  | 1-3  | 0-0  | 2-2  | 2-0  | 0-1  |
| Al-Fateh   | 0-1  | 1-2  | –––– | 1-2  | 2-2  | 2-0  | 1-1  | 1-0  | 3-2  | 0-2  | 0-0  | 2-0  | 3-1  | 2-1  |
| Al-Hilal   | 0-0  | 3-0  | 3-0  | –––– | 3-0  | 3-0  | 0-1  | 4-1  | 3-1  | 0-1  | 2-1  | 3-1  | 5-1  | 2-1  |
| Al-Ittihad | 1-1  | 2-1  | 1-0  | 0-0  | –––– | 2-1  | 1-3  | 2-1  | 3-1  | 0-1  | 3-2  | 4-3  | 0-1  | 2-1  |
| Al-Khaleej | 1-1  | 4-2  | 2-2  | 0-1  | 0-1  | –––– | 0-1  | 2-0  | 3-0  | 1-0  | 1-1  | 0-3  | 2-2  | 0-1  |
| Al-Nassr   | 3-4  | 0-0  | 4-2  | 1-0  | 2-1  | 4-1  | –––– | 2-1  | 2-2  | 0-0  | 5-0  | 2-1  | 3-0  | 4-1  |
| Al-Orobah  | 1-3  | 1-1  | 1-2  | 1-0  | 0-1  | 2-2  | 0-2  | –––– | 2-1  | 0-0  | 2-0  | 4-3  | 2-3  | 0-1  |
| Al-Raed    | 2-4  | 2-1  | 2-3  | 1-1  | 0-1  | 1-2  | 1-2  | 2-1  | –––– | 3-1  | 1-0  | 0-0  | 2-1  | 3-2  |
| Al-Shabab  | 2-3  | 2-1  | 2-2  | 0-1  | 3-4  | 2-0  | 0-3  | 3-0  | 0-0  | –––– | 2-1  | 1-2  | 2-0  | 2-1  |
| Al-Shoalah | 0-2  | 2-1  | 1-0  | 1-3  | 1-3  | 1-1  | 1-2  | 0-0  | 2-2  | 1-2  | –––– | 4-3  | 3-1  | 2-1  |
| Al-Taawon  | 1-4  | 0-1  | 1-2  | 0-1  | 4-3  | 4-4  | 0-1  | 1-1  | 3-1  | 1-1  | 3-0  | –––– | 3-1  | 0-0  |
| Hajer      | 0-3  | 0-2  | 2-1  | 1-1  | 0-1  | 1-1  | 0-4  | 1-0  | 2-1  | 4-4  | 2-1  | 2-0  | –––– | 0-3  |
| Najran     | 1-1  | 0-1  | 1-1  | 0-2  | 1-2  | 1-4  | 0-4  | 2-0  | 1-2  | 2-1  | 3-1  | 0-1  | 1-2  | –––– |

## Statistiche

### Classifica marcatori
| Gol |  |  | Giocatore           | Squadra   |
| --- |  |  | ------------------- | --------- |
| 22  |  |  | Omar Al Somah       | Al-Ahli   |
| 21  |  |  | Mohammad Al-Sahlawi | Al-Nassr  |
| 16  |  |  | Paul Alo'o Efoulou  | Al-Taawon |
| 14  |  |  | Naif Hazazi         | Al-Shabab |
| 13  |  |  | Nasser Al-Shamrani  | Al-Hilal  |
| 13  |  |  | Jandson             | Najran    |